# Aljochino (Kaliningrad)
Aljochino (russisch Алёхино, deutsch Naukritten) ist ein Ort in der russischen Oblast Kaliningrad (Gebiet Königsberg (Preußen)) und gehört zur Domnowskoje selskoje posselenije (Landgemeinde Domnowo (Domnau)) im Rajon Prawdinsk (Kreis Friedland (Ostpr.)).

## Geographische Lage
Aljochino liegt 17 Kilometer westlich von Prawdinsk (Friedland) unmittelbar an der Grenze zwischen vom Rajon Prawdinsk (Kreis Friedland) zum Rajon Bagrationowsk (Kreis Preußisch Eylau) an einer Nebenstraße, die Domnowo (Domnau) mit Tischino (Abschwangen) an der russischen Fernstraße A 196 (ehemalige deutsche Reichsstraße 131) verbindet. Bis 1945 war Domnau die nächste Bahnstation an der Bahnstrecke von Königsberg (heute russisch: Kaliningrad) nach Angerburg (heute polnisch: Węgorzewo), die aber nicht wieder in Betrieb genommen wurde.

## Geschichte
Das kleine damals Naukritten genannte Gutsdorf war bis 1928 wie Skoden und Louisenthal ein Ortsteil des Gutsbezirks Bögen (heute russisch: Minino) und gehörte als solcher zum Amtsbezirk Groß Saalau (Gontscharowo). Dieser wiederum lag im 1927 zum Landkreis Bartenstein (Ostpr.) umbenannten Kreis Friedland im Regierungsbezirk Königsberg der preußischen Provinz Ostpreußen.
Am 30. September 1928 änderte sich die kommunale Zugehörigkeit Naukrittens erneut, als nämlich der gesamte Gutsbezirk Bögen in die Gemeinde Genditten (Kusnetschnoje, jetzt Berjosowka) im Amtsbezirk Galben (Wischnjaki), umbenannt 1929 zum Amtsbezirk Gallitten (Pessotschnoje), eingegliedert wurde.
1945 kam das nördliche Ostpreußen und mit ihm auch Naukritten zur Sowjetunion und erhielt 1947 die Bezeichnung „Aljochino“. Bis zum Jahr 2009 war Aljochino in den Domnowski sowjet (Dorfsowjet Domnowo (Domnau)) eingegliedert und ist seither aufgrund einer Struktur- und Verwaltungsreform eine als „Siedlung“ (russisch: possjolok) eingestufte Ortschaft innerhalb der Domnowskoje selskoje posselenije (Landgemeinde Domnowo) im Rajon Prawdinsk.

## Kirche
Bei seiner mehrheitlich evangelischen Einwohnerschaft war Naukritten bis 1945 in das Kirchspiel Domnau (heute russisch: Domnowo) eingepfarrt. Es gehörte zum Kirchenkreis Friedland (heute russisch: Prawdinsk), später Kirchenkreis Bartenstein (heute polnisch: Bartoszyce) in der Kirchenprovinz Ostpreußen der Kirche der Altpreußischen Union.
Auch heute liegt Aljochino noch im Einzugsbereich der evangelischen Kirchengemeinde Domnowo, die ihrerseits Filialgemeinde der Auferstehungskirche in Kaliningrad (Königsberg) ist und zur Propstei Kaliningrad der Evangelisch-Lutherischen Kirche Europäisches Russland (ELKER) gehört.